# Maren Mjelde
Maren Nævdal Mjelde (Bergen, 6 novembre 1989) è una calciatrice norvegese, centrocampista dell'Everton e della nazionale norvegese.

## Biografia
È la sorella di Erik Mjelde, anch'egli calciatore.

## Carriera

### Club
Dal 2008 al 2012 ha giocato in patria nell'Arna-Bjørnar, con cui ha segnato un totale di 38 gol in 4 anni. Successivamente è passata al Turbine Potsdam, con cui ha giocato per due anni nella massima serie tedesca e con cui nella stagione 2013-2014 ha segnato 2 reti in 8 presenze nella Champions League femminile; dopo una breve parentesi in Svezia, dal 2015 gioca nuovamente nella massima serie norvegese con l'Avaldsnes, indossando anche la fascia di capitano.
Il 24 ottobre 2016 ha ricevuto la candidatura come miglior centrocampista del campionato al premio Kniksen.
Nel 2017 decide nuovamente di trasferirsi all'estero sottoscrivendo un accordo con il Chelsea per la stagione entrante. Con il nuovo club ottiene il titolo di campione di Inghilterra nel campionato 2017, noto come Spring series, e il double campionato-Women's FA Cup nella stagione 2017-2018.
Il 30 marzo 2023, durante la partita di ritorno dei quarti di finale di Champions League, segna un rigore decisivo nell'ultima azione dei supplementari, che permette alla squadra inglese di arrivare ai calci di rigore e passare il turno contro il Lione campione in carica.
Alla fine della stagione 2023-2024, Mjelde lascia il Chelsea dopo cinque campionati consecutivi vinti e più di sette anni trascorsi in Inghilterra. Tornata in patria per vestire nuovamente la maglia dell'Arna-Bjørnar, allenata dalla coppia di tecnici Martin Haugen e il fratello Erik, viene impiegata in tutti i rimanenti 12 incontri di campionato, riuscendo anche a siglare una rete, l'unica nella vittoria esterna sul Brann della 27ª giornata, successo ininfluente però in chiave classifica, con la squadra che chiude al 10º e ultimo posto retrocedendo in 1. divisjon.
Nel febbraio 2025 viene annunciato il suo ritorno in Inghilterra, parte della campagna acquisti invernale dell'Everton.

### Nazionale

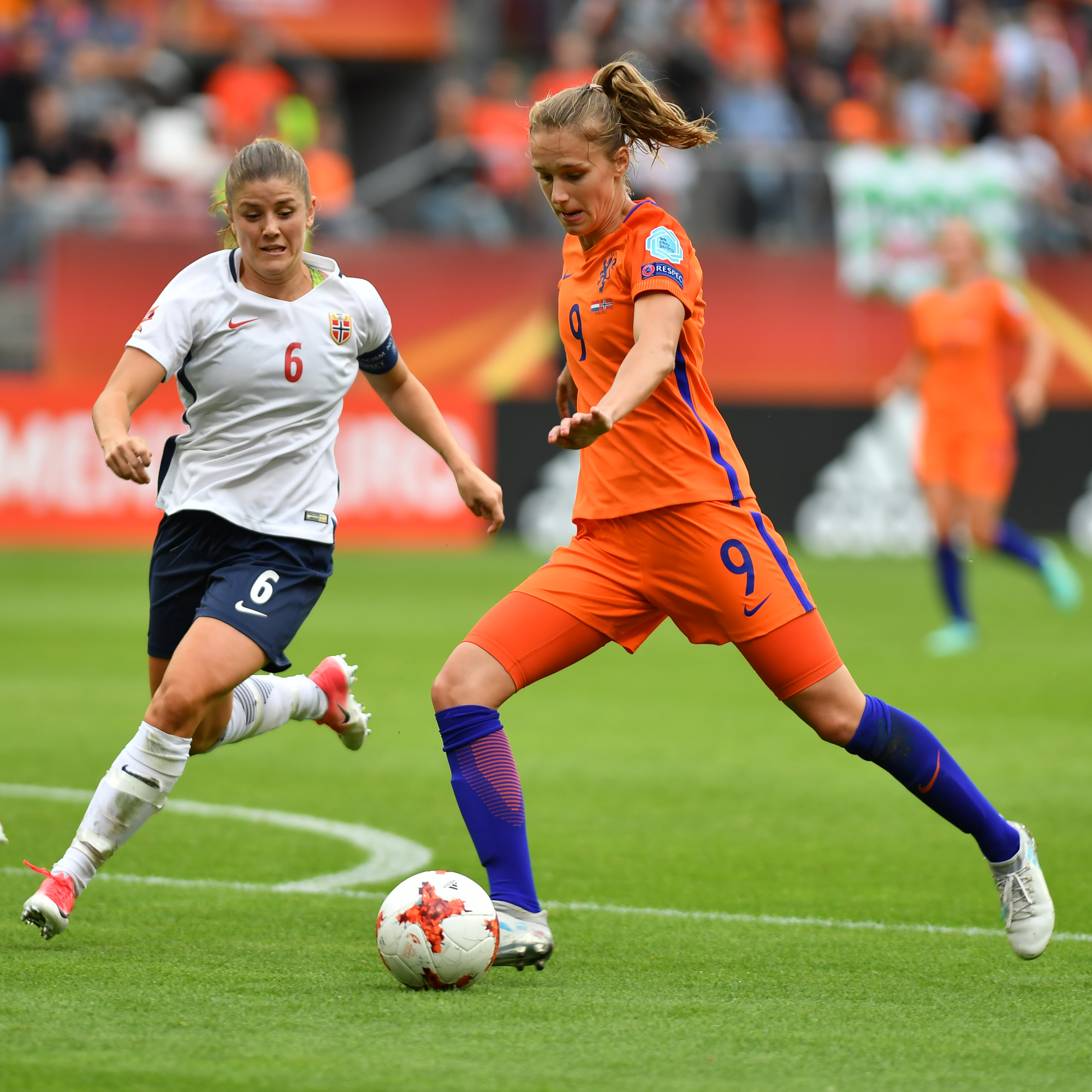
Mjelde, con il numero 6 sulla sinistra, e Vivianne Miedema durante l'incontro durante gli Europei dei Paesi Bassi 2017.

Mjelde inizia ad essere convocata dalla Norges Fotballforbund (NFF), la federazione calcistica della Norvegia, dal 2004, inizialmente per vestire la maglia della formazione Under-17, nazionale con cui disputa, fino al 2006, 12 incontri siglando una rete.
Passata all'Under-19 già dal 2005, viene inserita in rosa con la formazione impegnata al secondo turno di qualificazione agli Europei di Svizzera 2006, tuttavia la sua nazionale non riesce a conquistare l'accesso alla fase finale.
Nel 2008 Mjelde viene selezionata per la rosa della nazionale norvegese Under-20 che partecipa al mondiale di categoria di Cile 2008, dove viene impiegata in tutte le tre partite giocate dalla Norvegia nella fase a gironi prima della sua eliminazione dal torneo.
Dal 2007 gioca nella nazionale maggiore, inserita nella rosa di qualificazioni e fase finale del campionato europeo, nelle edizioni di Finlandia 2009 e Svezia 2013, chiuso al secondo posto, e a due diverse edizioni dei Mondiali, Germania 2011 e Canada 2015, dove in quest'ultima ha anche segnato una rete, nella partita dell'11 giugno 2015 pareggiata per 1-1 contro la Germania nella fase a gironi del torneo.
Il 9 marzo 2016, al Woudestein Stadium di Rotterdam, Paesi Bassi, nell'amichevole persa per 2-1 con le avversarie della Svizzera, Mjelde raggiunge le 100 partite con la maglia della nazionale.

## Statistiche

### Presenze e reti nei club
Statistiche aggiornate al 4 febbraio 2025.
| Stagione               | Squadra                | Campionato             | Campionato | Campionato | Coppe nazionali | Coppe nazionali | Coppe nazionali | Coppe internazionali | Coppe internazionali | Coppe internazionali | Altre coppe | Altre coppe | Altre coppe | Totale | Totale |
| Stagione               | Squadra                | Comp                   | Pres       | Reti       | Comp            | Pres            | Reti            | Comp                 | Pres                 | Reti                 | Comp        | Pres        | Reti        | Pres   | Reti   |
| ---------------------- | ---------------------- | ---------------------- | ---------- | ---------- | --------------- | --------------- | --------------- | -------------------- | -------------------- | -------------------- | ----------- | ----------- | ----------- | ------ | ------ |
| 2005                   | Arna-Bjørnar           | 1d                     | 2          | 0          | CN              | 2               | 0               | -                    | -                    | -                    | -           | -           | -           | 4      | 0      |
| 2006                   | Arna-Bjørnar           | TS                     | 18         | 4          | CN              | ?               | ?               | -                    | -                    | -                    | -           | -           | -           | 18+    | 4+     |
| 2007                   | Arna-Bjørnar           | TS                     | 22         | 3          | CN              | ?               | ?               | -                    | -                    | -                    | -           | -           | -           | 22+    | 3+     |
| 2008                   | Arna-Bjørnar           | TS                     | 22         | 8          | CN              | ?               | ?               | -                    | -                    | -                    | -           | -           | -           | 22+    | 8+     |
| 2009                   | Arna-Bjørnar           | TS                     | 15         | 6          | CN              | ?               | ?               | -                    | -                    | -                    | -           | -           | -           | 15+    | 6+     |
| 2010                   | Arna-Bjørnar           | TS                     | 21         | 6          | CN              | ?               | ?               | -                    | -                    | -                    | -           | -           | -           | 21+    | 6+     |
| 2011                   | Arna-Bjørnar           | TS                     | 22         | 11         | CN              | 1               | 0               | -                    | -                    | -                    | -           | -           | -           | 23     | 11     |
| 2012                   | Arna-Bjørnar           | TS                     | 22         | 8          | CN              | 3               | 3               | -                    | -                    | -                    | -           | -           | -           | 25     | 11     |
| 2012-2013              | Turbine Potsdam        | BL                     | 11         | 0          | CG              | 2               | 0               | UWCL                 | -                    | -                    | -           | -           | -           | 13     | 0      |
| 2013-2014              | Turbine Potsdam        | BL                     | 20         | 2          | CG              | 1               | 0               | UWCL                 | 8                    | 3                    | -           | -           | -           | 29     | 5      |
| Totale Turbine Potsdam | Totale Turbine Potsdam | Totale Turbine Potsdam | 31         | 2          | -               | 3               | 0               | -                    | 8                    | 3                    | -           | -           | -           | 41     | 5      |
| 2014                   | Kopparbergs/Göteborg   | DS                     | 9          | 0          | CS              | 0               | 0               | -                    | -                    | -                    | -           | -           | -           | 9      | 0      |
| 2015                   | Avaldsnes              | TS                     | 22         | 4          | CN              | 5               | 2               | -                    | -                    | -                    | -           | -           | -           | 27     | 6      |
| 2016                   | Avaldsnes              | TS                     | 22         | 5          | CN              | 3               | 5               | UWCL                 | 5                    | 1                    | -           | -           | -           | 30     | 11     |
| Totale Avaldsnes       | Totale Avaldsnes       | Totale Avaldsnes       | 44         | 9          | -               | 8               | 7               | -                    | 5                    | 1                    | -           | -           | -           | 57     | 17     |
| 2017                   | Chelsea                | WSL                    | 8          | 2          | -               | -               | -               | -                    | -                    | -                    | WSLC        | ?           | ?           | 8+     | 2+     |
| 2017-2018              | Chelsea                | WSL                    | 17         | 4          | WC              | 2               | 0               | UWCL                 | 8                    | 0                    | WSLC        | 5           | 0           | 27     | 4      |
| 2018-2019              | Chelsea                | WSL                    | 7          | 0          | WC              | 2               | 0               | UWCL                 | 5                    | 2                    | WSLC        | 2           | 0           | 16     | 2      |
| 2019-2020              | Chelsea                | WSL                    | 14         | 4          | WC              | 2               | 0               | -                    | -                    | -                    | WSLC        | 5           | 1           | 21     | 5      |
| 2020-2021              | Chelsea                | WSL                    | 15         | 2          | WC              | -               | -               | UWCL                 | 3                    | 2                    | WSLC        | 4           | 0           | 22     | 4      |
| 2021-2022              | Chelsea                | WSL                    | 4          | 0          | WC              | 2               | 0               | UWCL                 | 2                    | 0                    | WSLC        | 0           | 0           | 8      | 0      |
| 2022-2023              | Chelsea                | WSL                    | 7          | 1          | WC              | 4               | 1               | UWCL                 | 6                    | 2                    | WSLC        | 1           | 0           | 18     | 4      |
| 2023-2024              | Chelsea                | WSL                    | 7          | 0          | WC              | -               | -               | UWCL                 | 2                    | 1                    | WSLC        | 1           | 0           | 10     | 1      |
| Totale Chelsea         | Totale Chelsea         | Totale Chelsea         | 79         | 13         | -               | 12              | 1               | -                    | 26                   | 7                    | -           | 18+         | 1+          | 135+   | 22+    |
| 2024                   | Arna-Bjørnar           | TS                     | 12         | 1          | CN              | ?               | ?               | -                    | -                    | -                    | -           | -           | -           | 12     | 1      |
| Totale Arna-Bjørnar    | Totale Arna-Bjørnar    | Totale Arna-Bjørnar    | 156        | 47         | -               | 6+              | 3+              | -                    | -                    | -                    | -           | -           | -           | 162+   | 50+    |
| feb.-giu. 2025         | Everton                | WSL                    | -          | -          | WC              | -               | -               | -                    | -                    | -                    | WSLC        | -           | -           | -      | -      |
| Totale carriera        | Totale carriera        | Totale carriera        | 331        | 71         | -               | 29+             | 8+              | -                    | 39                   | 11                   | -           | 18+         | 1+          | 417+   | 91+    |

## Palmarès

### Club
- Campionato inglese: 7

Chelsea: 2017, 2017-2018, 2019-2020, 2020-2021, 2021-2022, 2022-2023, 2023-2024
- Women's FA Cup: 4

Chelsea: 2017-2018, 2020-2021, 2021-2022, 2022-2023
- FA Women's League Cup: 2

Chelsea: 2019-2020, 2020-2021
- FA Women's Community Shield: 1

Chelsea: 2020

### Nazionale
- Algarve Cup: 1

2019